# Ülker (Name)
Ülker ist ein türkischer männlicher und (überwiegend) weiblicher Vorname sowie Familienname. In der Astronomie ist Ülker im Türkischen die Bezeichnung für das Siebengestirn.

## Namensträger

### Weiblicher Vorname
- Ülker Radziwill (* 1966), deutsche Kommunalpolitikerin (SPD)
- Emine Ülker Tarhan (* 1963), türkische Juristin und Politikerin

### Männlicher Vorname
- Ülker Pamir (* 1913), türkischer Skirennläufer

### Familienname
- Ateş Ülker (1948–2018), türkischer Schachspieler
- Ferhat Ülker (* 1988), deutsch-türkischer Fußballspieler
- Hasan Ülker (* 1995), deutscher Fußballspieler
- Hüdai Ülker (* 1951), Romanautor und Erzähler deutscher und türkischer Sprache
- Murat Ülker (* 1959), türkischer Unternehmer
- Rojîn Ülker (* 1980), türkisch-kurdische Sängerin und Schauspielerin
- Sabri Ülker (1920–2012), türkischer Unternehmer, Gründer des Ülker-Konzerns
- Tamer Ülker (* 1989), türkisch-deutscher Pop-Sänger, Tänzer, Choreograph und Model
- Timur Ülker (* 1989), deutsch-türkischer Musiker und Schauspieler